# (427) Галена
(427) Галена (др.-греч. Γαλήνη) — астероид главного пояса, который был открыт 27 августа 1897 года французским астрономом Огюстом Шарлуа в обсерватории Ниццы и назван в честь Галены, одной из нереид согласно древнегреческой мифологии.

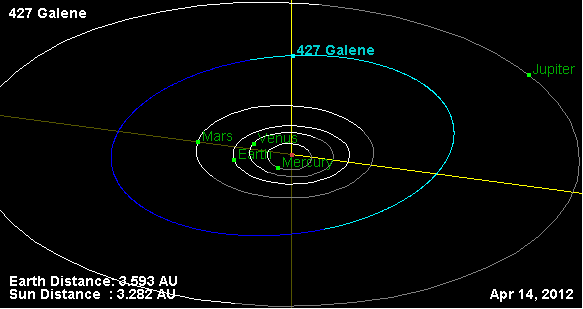
Орбита астероида Галена и его положение в Солнечной системе